# Distrito electoral de Christchurch

Ubicación del distrito electoral de Christchurch dentro de Dorset.

Christchurch es un distrito electoral representado en la Cámara de los Comunes del Parlamento del Reino Unido. Centrado en la localidad homónima, en el condado de Dorset, elige a un Miembro del Parlamento a través del sistema de escrutinio uninominal mayoritario.
La circunscripción fue creada en 1983, fusionándose en ella partes de los distritos electorales ya existentes de Christchurch and Lymington, Dorset North y New Forest. Por lo general se ha caracterizado por ser fuertemente conservadora, con la excepción de las elecciones extraordinarias de 1993 en las que el Partido Liberal Demócrata se ganó el derecho a representarla en el Parlamento. Actualmente (año 2008), Christopher Chope (Partido Conservador) es Miembro del Parlamento por esta circunscripción electoral.
Entre 1571 y 1918, existió en Christchurch un borough parlamentario, como predecesor indirecto de la circunscripción moderna.

## Límites
Dentro de los límites actuales (año 2007), se encuentran las localidades de Verwood, Three Legged Cross, West Moors, St Leonards, St Ives, Ferndown y West Parley, así como también el borough de Christchurch.
El Boundary Commission for England's Fifth Report, presentado ante el Parlamento el 26 de febrero de 2007, propuso que Verwood y Three Legged Cross fueran transferidos de la circunscripción de Christchurch al distrito electoral de North Dorset y que se produjera una transferencia inversa con Longham y Stapehill.

## Miembros del Parlamento
- 1983: Robert James Adley (Partido Conservador)
- 1993: Diana Margaret Maddock (Partido Liberal Demócrata)
- 1997: Christopher Robert Chope (Partido Conservador)

- Datos: Q3334655